# Lonquimayus papaveroi
Lonquimayus papaveroi là một loài ruồi trong họ Asilidae. Lonquimayus papaveroi được Artigas miêu tả năm 1970.